# Wirtschaft Kolumbiens
Die Wirtschaft Kolumbiens befindet sich seit Anfang der 2010er Jahre im Aufschwung und erfuhr erst seit den 1990er Jahren eine spürbare Änderung. Kolumbien hat in den letzten zehn Jahren einen historischen Wirtschaftsboom erlebt. Davor war das Land gelähmt durch einen 50 Jahre andauernden Bürgerkrieg (vom 27. Mai 1964 – 26. September 2016), der ökonomisches Wachstum und Entwicklung erheblich – verstärkt durch die hohe Kriminalität und Vetternwirtschaft – einschränkte.
Die über Jahrzehnte währenden Gewaltkonflikte sind nun weitgehend beigelegt, die Wirtschaft floriert, die Gesellschaft nutzt ihre neuen Freiräume. Die daraus entstandene wirtschaftliche Öffnung („Apertura económica“) orientiert sich an marktwirtschaftlichen Grundsätzen und bemüht sich ausländische Investitionen ins Land zu holen. Das US-Magazin Forbes klassifiziert Kolumbien 2017 weltweit an 57. Stelle in einem Ranking zum Thema „Die besten Länder für Unternehmen“. Die „Apertura“ gehörte zu einer Reihe von Schritten, die der südamerikanische Kontinent insgesamt genommen hatte, um sich in die Weltwirtschaft besser zu integrieren.

## Wirtschaftslage
Kolumbien gehört zu den fünf Ländern Lateinamerikas, welche für Unternehmen die günstigsten Bedingungen bieten. Die jährliche Inflationsrate liegt gegenwärtig bei 1,49 %, die niedrigste seit 65 Jahren. Das Land verfügt über Bodenschätze (Kohle, Erdöl), liegt im Zentrum Amerikas, mit einer Vielzahl an Handelswegen für den Export. Dazu kommt eine vorteilhafte Geographie und ein angenehmes Klima sowie das Arbeitskräftepotenzial. In den letzten Jahrzehnten kamen auch immer mehr Ausländer nach Kolumbien, um zu investieren, nachdem 1990 die Wirtschaftsöffnung (apertura) erfolgte und sich die Sicherheitslage im Land stetig verbesserte.
Kolumbiens Wirtschaft wuchs 2015 mit 3,1 % geringer als in den Vorjahren. Ursache war vor allem der Absturz der Erdölpreise. Zukünftig könnte das Wachstum nachhaltiger als in der Vergangenheit sein und nicht mehr nur auf dem Rohstoffsektor basieren. Die starke Abwertung des Peso wirkt dabei als Puffer, der andere Sektoren wettbewerbsfähiger macht. Im Jahr 2013 begann Kolumbien seinen Beitrittsprozess zur OECD.

## Entwicklung des BIP
Im Jahr 1990 war Kolumbien noch Lateinamerikas fünftgrößte Volkswirtschaft und erreichte ein BIP pro Kopf von nur 1.500 US$, 2015 war es die viertgrößte und lag weltweit an 31. Stelle. Bis 2015 stieg das BIP (Purchasing Power Parity, PPP) von US$ 120 Milliarden im Jahr 1990 auf fast 700 Milliarden US-Dollar an, pro Kopf auf über 14.000 US$ (Weltrang 113). Für 2021 wird ein Wirtschaftswachstum von 7,5 % erwartet. Die Armutsquote war im Jahr 1990 mit 65 % sehr hoch, sank aber bis 2015 auf unter 24 %.

## Wirtschaftsstruktur
In Kolumbien gibt es 2,54 Millionen Unternehmen.
Wirtschaftsstruktur Kolumbiens
Den wichtigsten Beitrag zur Wirtschaftsleistung steuern Finanzen, Tourismus, Handel, Erziehung und Transportwesen bei.
Am meisten Gewicht hat der Bergbau (siehe untenstehender Abschnitt), die Bauwirtschaft, Industrie und Dienstleistungen sowie seit nicht so langer Zeit der Tourismus.
Wichtige kolumbianische Unternehmen sind: Grupo Aval (Bankwesen), Ecopetrol (Erdöl) zu der seit August 2021 auch ISA (Energie) gehört, Bavaria (Bier und Getränke), ETB (Kommunikation), Grupo Éxito (Supermärkte), Grupo Empresarial Antioqueño, Grupo Nutresa (Lebensmittel), Grupo Sura (Bancolombia), Manuelita (Agrobusiness), Colpatria (Bank), Alpina (Lebensmittel), das Konglomerat Organización Ardila Lülle mit Getränke-, Textil-, Telekommunikations- und Medienunternehmen (Coltejer, RCN Radio, Fernsehen mit Produktion von Sendungen), Acerías Paz del Río (Stahl), Argos (Zement), Corona (Baumärkte), Norma (Druckereiwesen und Publikationen) und Colombina (Lebensmittel). Kolumbien hat außerdem eine der größten Schiffbauindustrien weltweit außerhalb Asiens. Auch große ausländische Unternehmen wählten Kolumbien zum Schwerpunkt ihrer südamerikanischen Aktivitäten, so Siemens, Microsoft, Renault, Bayer, BASF, Dupont, Procter & Gamble, STEAG, Goodyear, General Motors und Hewlett-Packard. Die Existenzgründungsrate ist hoch. Zunehmende Bedeutung kommt in Kolumbien dem Dienstleistungssektor zu. Hierbei ist auch der Tourismus zu nennen, der aber durch die Sicherheitslage im Land nach wie vor gehemmt wird.

### Bergbau

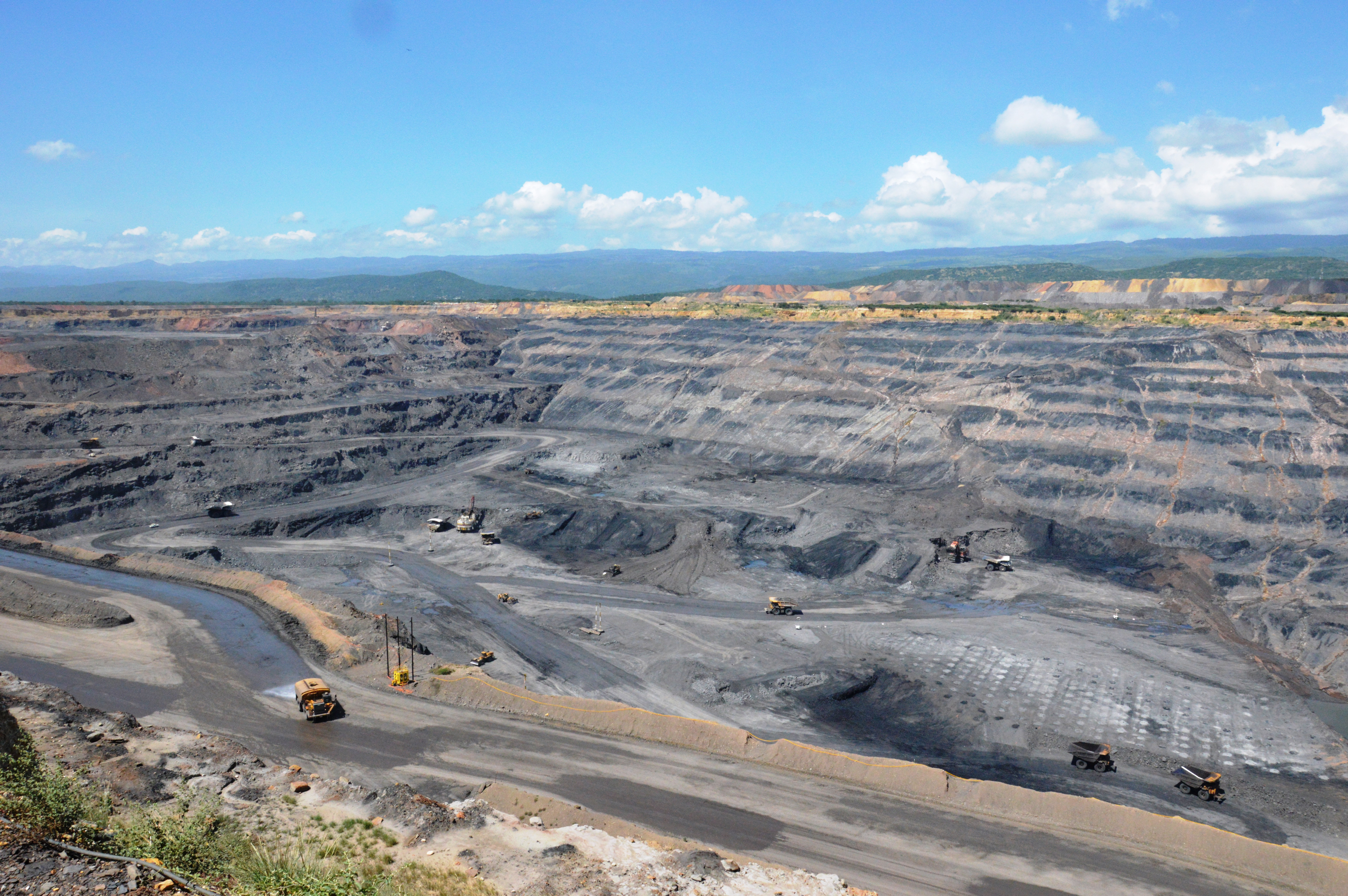
El Cerrejón, größter Steinkohleabbau in Lateinamerika

Kohle, Erdöl und Nickel machen 47 % der Exporte des Landes aus. Die staatliche Behörde zur Erkundung der Rohstoffe und der Erfüllung geowissenschaftlicher Aufgaben auf dem Territorium von Kolumbien ist der Servicio Geológico Colombiano.
Das Land ist der weltweite Hauptlieferant für Smaragde von hoher Qualität. Die Smaragdvorkommen bilden einen nicht zu unterschätzenden Wirtschaftsfaktor, vor allem für den Außenhandel. Jährlich werden Smaragde mit einem offiziellen Handelsvolumen zwischen 150 und 400 Mio. US-Dollar exportiert, wobei der gleiche Betrag für den Schwarzhandel erwartet wird.
Kolumbien ist außerdem ein bedeutender Hersteller von Nickel. Andere Bodenschätze wie Gold, Platin und Silber sind ebenfalls wichtige Exportgüter.

#### Gold
In den vergangenen Jahren wurde vermehrt Gold abgebaut. Es wurden 2019 37,5 Tonnen gewonnen, 2020 waren es schon 47,8 Tonnen. Die meisten Vorkommen gibt es in Antioquia, wo 62 % des gesamten Vorkommens gefördert werden, das entspricht 29,6 Tonnen. Nur 24 % der Produktion, die in Flüssen und an Stränden stattfindet, hat eine staatliche Genehmigung.

#### Erdöl
Das Erdöl macht wertmäßig 33,2 % der Exporteinnahmen von Kolumbien aus. Kolumbien hat 2017 854.121 bpd (Barrels per day) gefördert, weniger als 2016 (damals waren es 885.000). Die Vorkommen liegen zwischen 1,54 und 1,84 Milliarden Barrel. Dazu kommt eine Gasförderung, die über das Jahr hinweg bei 908,7 Mio. Kubikfuß/Tag liegt.

#### Kohle
Der Export von Steinkohle kommt an zweiter Stelle.
Kolumbien hat mit geschätzt rund 7,4 Milliarden Tonnen die größten Kohlereserven in Südamerika, wobei geschätzt 72 Prozent der Vorkommen qualitativ hochwertige Kesselkohle sind.
Kolumbien belegt weltweit den 11. Platz bei der Produktion von Kohle, wovon 90 Prozent exportiert wird.
Die Konzessionen für Kohleabbau haben 2020 dem Kolumbianischen Staat Einnahmen von 225 Millionen Euros gebracht (63 % der Gesamteinnahmen durch Konzessionen).
Der Export von Kohle erbringt jährlich 6 Milliarden $. Davon hängen direkt 25.000 Arbeitsplätze ab.
In Kolumbien wird Kokskohle (10 Millionen Tonnen/Jahr, weltweit 3. Exporteur) und Kraftwerkskohle (weltweit 5. Exporteur) gefördert.
Die Kohleproduktion wurde in den letzten Jahren ausgeweitet, wobei jedoch kaum Umweltverträglichkeitsprüfungen existieren, was unter anderem in der Umgebung zur Grundwasserverseuchung führte. Die Menschenrechte der Anwohner werden unter anderem durch Vertreibungen und Verschmutzung sowie durch gefährliche Arbeitsbedingungen und Bedrohung von Gewerkschaftern durch Paramilitärs verletzt.

## Landwirtschaft
Sie trägt mit einem Exporterlös von 7.856 Millionen $ 6,8 % zum BIP bei (2020).
Wie in anderen lateinamerikanischen Ländern werden außer den traditionellen Agrarprodukten (Bananen, Kaffee) inzwischen auch noch andere Produkte ausgeführt, so etwa Avocados, persische Limette und
Passionsfrüchte In den tropischen Zonen gedeihen Früchte wie Bananen, Ananas oder Papaya sowie Reis, Zuckerrohr, Kartoffeln, Baumwolle und Tabak; in den gemäßigten Gebieten wachsen Zitrusfrüchte, Yucca, Tomaten sowie verschiedene Getreidesorten.

### Lebensmittel
Bei der Produktion von Bananen steht Kolumbien mit mehr als 1,5 Mio. Tonnen weltweit an fünfter Stelle. Bei der Produktion von Kartoffeln ist Kolumbien in Lateinamerika führend. Dazu wird in Kolumbien auch auf 420.000 Hektar Mais angebaut. Für die diesjährige (2021) Ernte werden 1,5 Millionen Tonnen erwartet. Der Maisanbau beschäftigt 84.000 Personen, das heißt 5 Hektar Mais schaffen
einen Arbeitsplatz.

### Schnittblumen
Kolumbien ist der weltweit größte Produzent von Nelken als Schnittblumen, bei Schnittblumen insgesamt steht es an zweiter Stelle, nach den Niederlanden. Bei Orchideen hat das Land mit 3500 Arten das weltweit größte Angebot. 2012 exportierte Kolumbien mehr als 200.000 Tonnen Blumen im Wert von 1,27 Milliarden US$. Kolumbien ist weltgrößter Produzent von Guadua-Bambus, das vor allem für den auch mehrstöckigen Hausbau und Brückenbau, aber auch für den Gerüstbau verwendet wird. Weite Gebiete sind der Viehwirtschaft vorbehalten.

## Tourismus
Mit 3,3 Millionen Touristen im Jahr 2016 ist Kolumbien das am viert-häufigsten besuchte Land in Südamerika. Touristen machten im selben Jahr Ausgaben von 4,8 Mrd. US-Dollar. Wichtigstes Touristenziel in Kolumbien ist die Stadt Bogota. Im Land gibt es insgesamt neun UNESCO-Welterbestätten.
Im Monat August findet in Medellin die Feria de les Flores statt, außerdem Karneval unter anderem in Cali, Barranquilla, Valledupar, Villavicencio, Manizales, Pereira y Pasto.

## Finanzwirtschaft
Das land führt eine Wertpapierbörse, welche Bolsa de Valores de Colombia (BVC) genannt wird und ehemals mehrere Börsen im Land konsolidiert. Sie gibt einen Leitindex für die kolumbianische Volkswirtschaft heraus, welcher als COLCAP bekannt ist.